# Curticantharis thermophila
Curticantharis thermophila es una especie extinta de coleóptero de la familia Cantharidae, la cual fue descrita científicamente por Jun-Feng Zhang en 1989; a partir de un exoesqueleto, el holotipo número 750097/6 de la colección 5. El cual fue hallado sobre sedimentos de lutita, provenientes de un ambiente lacustre del Mioceno, en el Parque nacional geológico de Shanwang de Linqu, China.

## Características
Su dimensiones son 19,5 x 6,8 mm y su edad estimada es de entre 11,608 y 15,97 millones de años.

## Tipos
- Curticantharis capacis
- Curticantharis thermophila
- Curticantharis trapezialis